# Tobias Strobl
Tobias Strobl (Monaco di Baviera, 12 maggio 1990) è un allenatore di calcio ed ex calciatore tedesco, di ruolo centrocampista, tecnico dell'Under-23 dell'Augusta.

## Carriera
Ha esordito in Bundesliga nella stagione 2011-2012 con l'Hoffenheim.
Dopo il prestito al Colonia per la stagione 2012-2013 in seconda serie, fa ritorno all'Hoffenheim giocando titolare nella massima serie tedesca.